# Horch 23-40 PS
La Horch 23/40 PS era un'autovettura prodotta dal 1905 al 1910 dalla Casa automobilistica tedesca Horch.

## Storia e profilo
Presentata nel 1905 all'Esposizione del Crystal Palace di Lipsia, questa vettura fu inizialmente commercializzata con la denominazione di 35/40 PS, per poi assumere la denominazione di 23/40 PS solo pochi mesi dopo, a causa di una nuova normativa tedesca che imponeva di specificare anche la potenza fiscale nella denominazione delle autovetture prodotte.

In ogni caso, la vettura testimonia la volontà della Horch di estendere verso l'alto la gamma dei suoi prodotti, visto e considerato che all'epoca l'automobile era un oggetto esclusivo, quasi un giocattolo per ricchi, per cui si pensò che i modelli redditizi fossero proprio quelli che occupavano le fasce di lusso. In seguito, la gamma della Horch si sarebbe estesa ancora più in alto con l'arrivo di altri modelli ancor più esclusivi.

La 35/40 PS fu uno dei primi modelli interamente concepiti dopo il definitivo trasloco dell'azienda nella storica sede di Zwickau: montava un motore biblocco a 4 cilindri da 5814 cm³ con distribuzione di tipo IOE, la cui potenza massima era di 40 CV a 1400 giri/min. Lo stesso motore, come peraltro accadeva in altri modelli Horch di quel periodo, era fissato sui due longheroni del telaio, ed aveva la funzione aggiuntiva di irrigidire il telaio stesso, fungendo praticamente da traversa. La trasmissione nella 35/40 PS era a catena e poteva contare su una frizione ad attrito con cono in pelle e su un cambio a 4 marce. Disponibile in tre varianti di carrozzeria (phaeton, limousine e landaulet) ed in due misure di passo (2.5 e 3.23 m), la 35/40 PS raggiungeva una velocità di punta che poteva variare (appunto in funzione del tipo di carrozzeria e della misura del passo) tra 85 e 90 km/h.

Come già anticipato, pochi mesi dopo il suo lancio, la 35/40 PS cambiò denominazione in 23/40 PS. Le differenze tecniche furono solo di dettaglio, ma non per questo poco significative: principalmente la trasmissione rinunciò alla catena in favore di un albero cardanico e fu adottato un nuovo carburatore. A partire dal 1908, anche il sistema di lubrificazione fui rivisto e venne adottata una nuova pompa a pistoni. La produzione della 23/40 PS cessò nel 1910: a riprova della sua esclusiva e ristretta fascia di mercato, la produzione fu di soli 156 esemplari.

La 35/40 PS fu impiegata anche in alcune competizioni disputatesi a metà del primo decennio del Novecento, dove seppe mettersi in mostra in maniera molto valida. Meno felice fu l'esito della Prinz-Heinrich Fahrt del 1908, dove Horch sperimentò di constrastare le maggiori prestazioni dei concorrenti (principalmente Benz, Mercedes ed Adler) con il solo ausilio di una carrozzeria aerodinamica. Ma non si ebbe un buon risultato: August Horch, che pilotava una delle due vetture schierate, ed il suo collega Stöss, giunsero rispettivamente al settimo ed all'ottavo posto.